# Calozenillia auronigra
Calozenillia auronigra là một loài ruồi trong họ Tachinidae.